# الخنزير الأبيض الكبير
الخنزير الأبيض الكبير هو نوع سلالة بريطانية من سلالة الخنازير الأليفة. هذه السلالة مستمدة من سلالة يوركشاير القديمة من مقاطعة يوركشاير، في شمال إنجلترا.

## التاريخ
تم التعرف على هذا النوع من الخنازير لأول مرة في عام 1868، وهذا النوع هو السلف ومنه تنحدر سلالة خنازير يروركشاير الأمريكية الأليفة في أمريكا الشمالية.

## صفاته

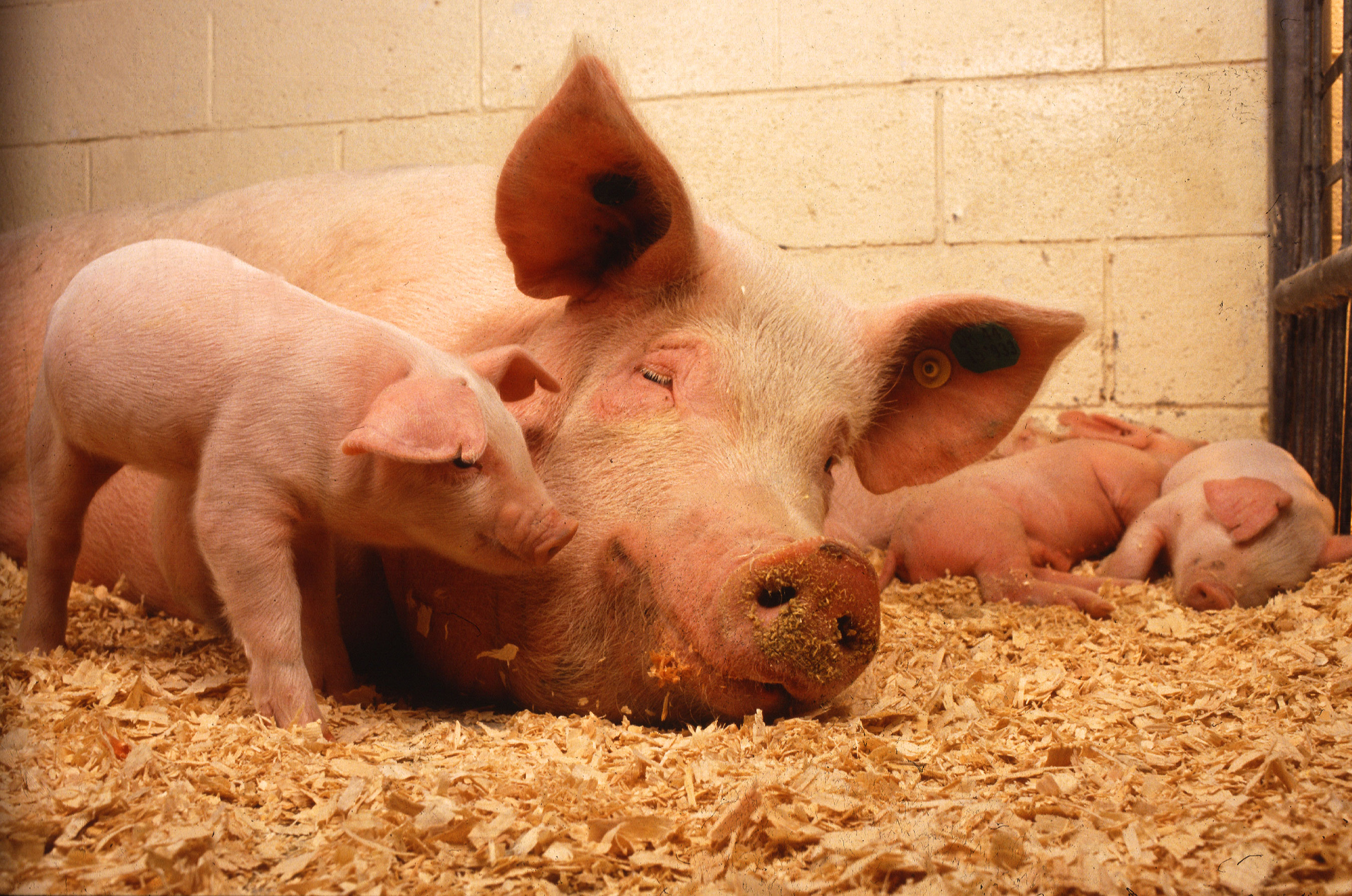
انثى خنزير مع صغارها

الخنزير الأبيض الكبير كما يصفه اسمه هو خنزير أبيض اللون وحجمه كبير، لديه أذنين منتصبتان وشكل وجهه مقعر نوعا ما. 

## استعماله

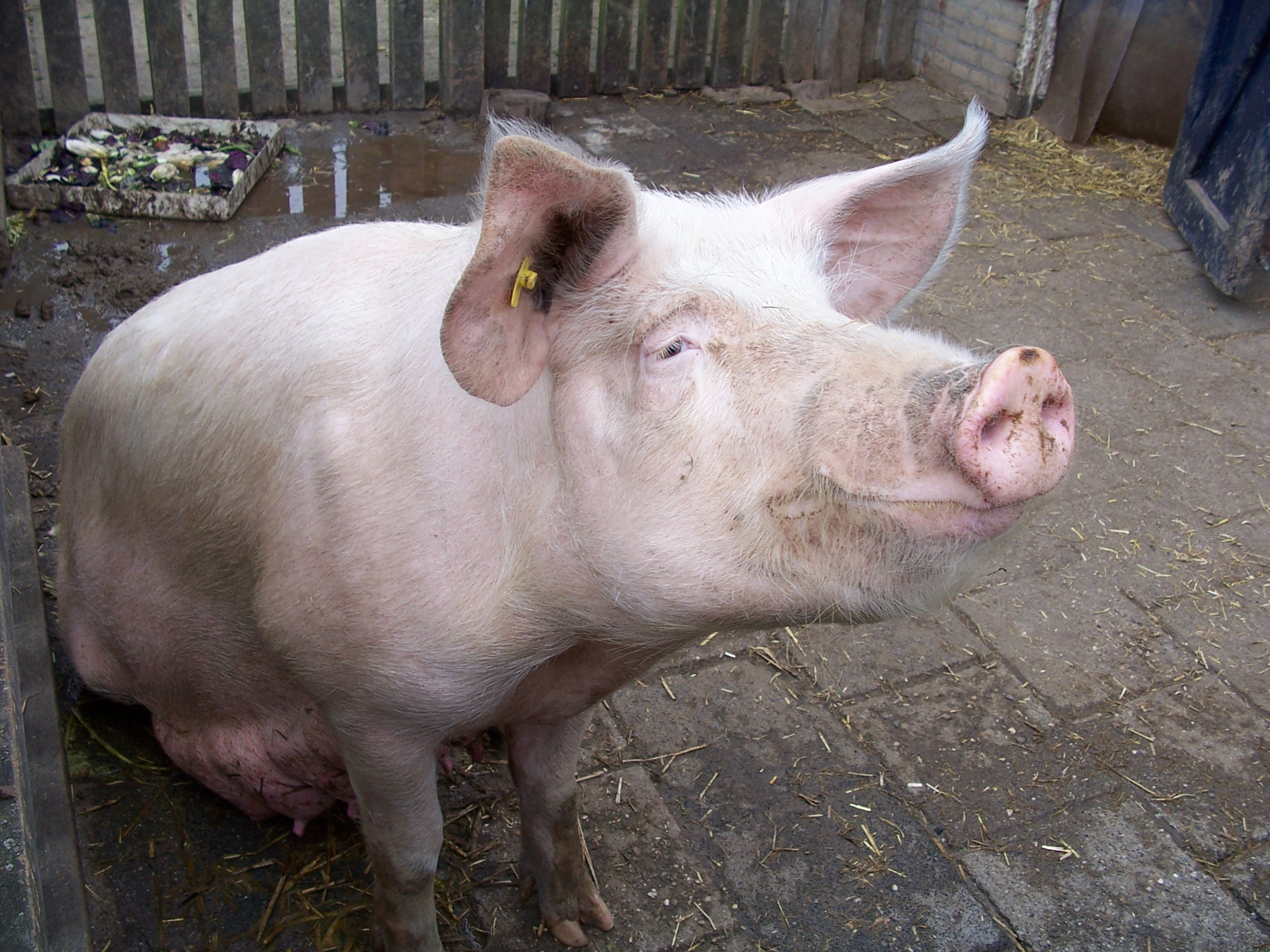
خنزير أبيض كبير في حظيرة خنازير

يعد الخنزير الأبيض الكبير واحد من أكثر سلالات الخنازير عددا، ويتم استخدامه على نطاق واسع في التهجين من أجل تربية الخنازير المكثفة حول العالم. تم تطويره في الأصل كصنف ليتم اطلاق سراحه في الهواء الطلق، لكنه اليوم يعتبر أحد الانواع المفضلة عند مربيين الخنازير الذين يتعاملون بتجارة الخنازير، مما يضفي صفات موحدة ومشتركة للخنازير المستعملة والمربية من اجل اللحوم على نطاق واسع.